# 广州医科大学
广州医科大学（英語：Guangzhou Medical University），简称广医，位於中國廣州市，其始建于1958年，是一所以培养高等医学人才为目的，以医学为优势和特色的全日制高等医科院校，是國家「雙一流」建設高校，也是現時13所廣東省高水平大學之一。
学校现有番禺、越秀两个校区，占地面积37.23万平方米，建筑面积48.65万平方米。下设25个教学机构、27个研究机构、14所附属医院。拥有1个国家医学中心、1个国家临床医学研究中心、1个国家重点实验室、12个省部级重点实验室、5个省部级工程技术研究中心/工程实验室、1个省部共建协同创新中心、1个国家大学科技园培育基地、32个市（厅）级重点实验室。拥有1个国家重点学科、7个省部级重点学科、33个市（厅）级重点学科；临床医学入选国家“双一流”建设学科；8个学科（临床医学、药理学与毒理学、分子生物学与遗传学、生物学与生物化学、免疫学、神经科学与行为学、微生物学、精神病学与心理学）进入ESI排名全球前1%，ESI综合排名位居全国高校第76位。学校拥有22个国家级临床（中医）重点专科，82个省级临床（中医）重点专科，其中呼吸科排名全国第一、变态反应排名全国第二、胸外科排名全国第四、小儿外科排名全国第四、小儿内科排名全国第六、精神医学排名全国第七。
学校是全国首批“卓越医生教育培养计划”试点高校，坚持和落实立德树人根本任务，致力于培养凸显责任担当和业务精湛、具有较强创新精神和实践能力、德智体美劳全面发展的社会主义建设者和接班人。开设本科招生专业22个，覆盖医学、理学、管理学、工学、法学5个学科门类，其中国家级一流本科专业17个。建有国家级临床教学培训示范中心1个、国家级首批现代产业学院1个、国家级虚拟仿真实验教学中心1个、国家级虚拟仿真实验项目2个、国家级大学生校外实践教学基地1个；省级虚拟仿真实验教学示范中心1个、省级实验教学示范中心12个；拥有国家级教学团队1个、省级教学团队17个、省级课程教研室5个；建有国家级、省级精品类课程104门，其中国家级一流本科课程5门，省级一流本科课程63门。拥有临床医学博士后流动站，一级学科博士学位授权点5个（含1个专业学位博士授权点），一级学科硕士学位授权点9个，专业学位硕士授权点6个。现有全日制本科生和研究生1.3万余人。近五年，毕业生总体就业率超过96%，位居全省同类院校前列。

## 历史沿革
1951年，广州市第一医士学校，广州市第二医士学校，广州市第三医士学校，广州市第四医士学校相继创建。1953年，这四所学校合并组建广州市医士学校，该校在1958年升格为广州医学院。1970年，广州医学院改建广州医科学校，并在1972年复校为广州医学院。2010年临床医学专业进入第一批招生。2013年广医更名为广州医科大学。2014年全部专业进入第一批招生。

## 系所设置

### 院系
- 基础学院
- 南山学院
- 第一临床学院
- 第二临床学院
- 第三临床学院
- 第五临床学院
- 第六临床学院
- 金域检验学院
- 药学院
- 口腔医学院
- 公共卫生学院
- 护理学院
- 研究生院
- 卫生管理学院
- 生命科学学院
- 国际教育学院

### 研究所
- 广州呼吸疾病研究所
- 广州骨科研究所
- 广州泌尿外科研究所
- 广州医科大学神经科学研究所
- 广州肿瘤研究所
- 广州医科大学化学致癌研究所
- 广州霍夫曼免疫研究所
- 广州医科大学高等教育研究所
- 广东省医学伦理学研究所
- 广州妇产研究所
- 广州心血管疾病研究所
- 广州医科大学药物研发中心（广州成药孵化器工程中心）
- 广州蛇毒与生物毒素研究所
- 广州医科大学人文社会学科研究所
- 广州医科大学中西医结合研究所
- 广州口腔疾病研究所
- 广州医科大学皮肤病研究所
- 广州医科大学干细胞转化医学研究中心
- 广州分子与临床药理研究所

### 研究中心
- 广州医科大学附属第一医院呼吸系统疾病国家临床医学研究中心[6]
- 广州医科大学临床肿瘤研究中心
- 广州医科大学实验医学研究中心
- 广州医科大学实验动物中心
- 广州医科大学药物研究中心

### 重点实验室

#### 国家重点实验室
- 呼吸疾病国家重点实验室

#### 省部共建重点实验室
- 神经遗传与离子通道病重点实验室

#### 广东省重点实验室
- 呼吸疾病研究重点实验室
- 神经科学疾病研究重点实验室
- 泌尿外科重点实验
- 产科重大疾病研究重点实验室
- 省市共建骨科矫形技术及植入材料重点实验室
- 呼吸疾病工程中心

#### 广东省教育厅重点实验室
- 神经科研疾病研究重点实验室
- 生殖与遗传重点实验室

#### 广东省卫生厅医学重点实验室
- 环境致癌重点实验室
- 神经科学疾病研究重点实验室
- 产科重大疾病研究重点实验室
- 泌尿外科重点实验室

#### 广东省科技厅重点实验室
- 广东省过敏反应与免疫重点实验室
- 呼吸疾病研究重点实验室
- 生殖与遗传研究实验室
- 心血管疾病重点实验室
- 过敏反应与临床研究重点实验室

#### 广州市重点实验室
- 骨科矫形技术及植入材料重点实验室
- 神经科学疾病研究重点实验室
- 生物毒素研究重点实验室
- 泌尿外科重点实验室
- 化学致癌重点实验室

#### 广州市人文社科重点研究基地
- 广州市医学伦理学重点研究基地

#### 广州市科创委（市科技局）重点实验室
广州市恶性肿瘤治疗转化医学重点实验室

### 附属医院

#### 直属附属医院
| 医院                                                                                        | 院系         | 等级     | 简介                                                                         | 院本部       | 其他院区/分院 |
| ------------------------------------------------------------------------------------------- | ------------ | -------- | ---------------------------------------------------------------------------- | ------------ | --- |
| 广州医科大学附属第一医院                                                                    | 第一临床学院 | 三级甲等 | 创办于1903年，原中法韬美医院、广州市工人医院、广州市第四人民医院，1974年并入 | 广州市越秀区 | 海印院区（广州市海珠区） 大坦沙院区（广州市荔湾区） 交运院区（广州市越秀区）                                                                      |
| 广州医科大学附属第二医院                                                                    | 第二临床学院 | 三级甲等 | 创办于1973年，原广州市第十三人民医院、广州市河南医院，1982年并入             | 广州市海珠区 | 西院区（广州市海珠区，原海珠区南石头街社区卫生服务中心（广纸医院），2012年并入） 番禺院区（广州市番禺区，原广州医科大学附属第四医院，2016年并入） |
| 广州医科大学附属第三医院                                                                    | 第三临床学院 | 三级甲等 | 创办于1899年，原柔济医院、广州市第二人民医院，2006年并入                     | 广州市荔湾区 | 黄埔院区（广州市黄埔区） |
| 广州医科大学附属第四医院 （广州市增城区人民医院）                                           |              | 三级甲等 | 创办于1949年，原广州市增城区人民医院，2021年并入                             | 广州市增城区 | |
| 广州医科大学附属第五医院                                                                    | 第五临床学院 | 三级甲等 | 创办于1957年，原黄埔港务管理局港湾医院、广州港港湾医院，2007年并入           | 广州市黄埔区 | |
| 广州医科大学附属肿瘤医院                                                                    |              | 三级甲等 | 创办于1987年，原广州市肿瘤医院，2006年并入                                   | 广州市越秀区 | 南沙院区（广州市南沙区，正在建设中） |
| 广州医科大学附属口腔医院 （广州医科大学羊城医院）                                           | 口腔医学院   | 三级甲等 |                                                                              | 广州市越秀区 | 荔湾院区（广州市荔湾区） 黄埔院区（广州市黄埔区，正在规划中） 东晓南门诊部（广州市海珠区） 客村门诊部（广州市海珠区，即将开业）                   |
| 广州医科大学附属脑科医院 （广州市惠爱医院、广州市脑科医院、广州市精神卫生中心）             |              | 三级甲等 | 创办于1898年                                                                 | 广州市荔湾区 | 江村院区（广州市白云区） 荔湾门诊部（广州市荔湾区）                                                                                               |
| 广州医科大学附属中医医院 （广州市中医医院、广州市针灸医院、广州中医药大学附属广州中医医院） |              | 三级甲等 | 创办于1931年                                                                 | 广州市天河区 | 珠玑院区（广州市荔湾区） 同德院区（广州市白云区） 同德门诊部（广州市白云区） 五羊门诊部（广州市越秀区）                                           |
| 广州医科大学附属顺德医院 （佛山市顺德区乐从医院）                                           |              | 二级甲等 | 创办于1931年，原佛山市顺德区乐从医院，2015年成为非直属附属医院，2017年并入   | 佛山市顺德区 | |

#### 非直属附属医院
| 医院                                                  | 院系         | 合作医院                                                                | 等级       |
| ----------------------------------------------------- | ------------ | ----------------------------------------------------------------------- | ---------- |
| 广州医科大学附属清远医院 （广州医科大学附属第六医院） | 第六临床学院 | 清远市人民医院                                                          | 三级甲等   |
| 广州医科大学附属市一人民医院                          | 市一临床学院 | 广州市第一人民医院 （华南理工大学附属第二医院）                         | 三级甲等   |
| 广州医科大学附属妇女儿童医疗中心                      |              | 广州市妇女儿童医疗中心                                                  | 三级甲等   |
| 广州医科大学附属省妇儿医院                            |              | 广东省妇幼保健院 （广东省妇产医院、广东省儿童医院）                     | 三级甲等   |
| 广州医科大学附属番禺中心医院                          |              | 广州市番禺区中心医院 （广州市番禺区人民医院）                           | 三级甲等   |
| 广州医科大学附属市八医院                              |              | 广州市第八人民医院 （广州市肝病医院）                                   | 三级甲等   |
| 广州医科大学附属市十二人民医院                        |              | 广州市第十二人民医院 （广州市职业病防治院、广州市耳鼻咽喉头颈外科医院） | 三级未定等 |
| 广州医科大学附属武警医院                              |              | 中国人民武装警察部队广东省总队医院                                      | 三级甲等   |
| 广州医科大学附属深圳沙井医院                          |              | 深圳市中西医结合医院 （深圳市宝安区沙井人民医院）                       | 三级甲等   |
| 广州医科大学附属惠州医院                              |              | 惠州市第三人民医院                                                      | 三级甲等   |

## 历任校长
| 学校名称                | 任职时间             | 姓名   | 职务      | 备注                                               |
| ----------------------- | -------------------- | ------ | --------- | -------------------------------------------------- |
| 广州医学院              | 1958年8月-1959年10月 | 朱光   | 院长      |                                                    |
| 广州医学院              | 1959年9月-1966年6月  | 姚碧澄 | 院长      |                                                    |
| 广州医学院              | 1974年12月-1975年8月 | 徐枫   | 院长      |                                                    |
| 广州医学院              | 1975年8月-1980年3月  | 钱亦   | 院长      |                                                    |
| 广州医学院              | 1980年3月-1983年12月 | 张梦石 | 院长      |                                                    |
| 广州医学院              | 1983年12月-1991年2月 | 林道平 | 院长      |                                                    |
| 广州医学院              | 1991年2月-1992年7月  | 黄济群 | 院长      |                                                    |
| 广州医学院              | 1992年7月-2002年9月  | 钟南山 | 院长      | 中国工程院院士                                     |
| 广州医学院              | 2002年9月-2005年7月  | 陈敏生 | 院长      | 后任广州医学院党委书记、南方医科大学校长、党委书记 |
| 广州医学院              | 2005年7月-2011年10月 | 冉丕鑫 | 院长      | 后任广州医学院、广州医科大学党委书记、校长         |
| 广州医学院→广州医科大学 | 2012年4月-2020年12月 | 王新华 | 院长→校长 |                                                    |
| 广州医科大学            | 2020年12月-2022年7月 | 冉丕鑫 | 校长      | 第二次担任广州医科大学校长                         |
| 广州医科大学            | 2022年7月-           | 赵醒村 | 校长      |                                                    |

## 校区
- 越秀校区（校本部）
- 番禺校区

### 排名聲譽
在2025年软科中国医药类大学排名中，学校位列全国第8名。